# Graus (Tavascan)
Graus o Bordes de Graus és un poblat de bordes del terme municipal de Lladorre, a la comarca del Pallars Sobirà.
Està situat a la dreta del Riu de Tavascan, al nord del poble de Tavascan i al sud-est de l'Estació d'esquí Tavascan, als peus de la presa del Pantà de Graus. S'hi accedeix a través de la carretera que mena a Quanca i Noarre.
Tot i que es tractava d'un grup de bordes, amb aparença de poble, no arribava a ser-ho, ja que, d'una banda, no tenia població permanent, sinó tan sols en les èpoques que els treballs en els prats i la muntanya feien que s'hi visqués, i de l'altra, no tenia cap dels serveis propis d'un poble (església, cementiri, botiga, etc.).
A Graus hi ha un dels serveis turístics de la Vall de Cardós: el Càmping Bordes de Graus. Sense estar integrades en el grup de bordes, però molt properes, hi ha la Borda d'Arenys i la Borda dels Torms. Més a migdia, camí de Tavascan, hi ha les Bordes de Cortesils, la Borda del Grau, les Bordes de Sallente les Bordes de Llenes i les Bordes d'Esposí.